# Phare de Mahdia
Ne doit pas être confondu avec Phare de Mehdia.
Le phare de Mahdia ou phare du cap Afrique est un phare situé au cap Afrique, dans la ville de Mahdia (dépendant du gouvernorat de Mahdia de Tunisie).
Les phares de Tunisie sont sous l'autorité du Service des phares et balises de la République tunisienne (SPHB).

## Description
Ce phare est un feu de quatrième ordre qui est mis en service le 15 août 1890, en même temps que le phare du Cap Serrat. C'est une tour hexagonale en fonte, avec galerie et lanterne, de quinze mètres de haut, placée sur l'un des bâtiments techniques. La totalité de la station de signalisation est peinte en blanc à l'exception du sommet de la tour et de sa lanterne.
Le phare est érigé sur le cap Afrique, au-dessus du cimetière marin. La ville de Mahdia a été la capitale de l'actuelle Tunisie sous le règne de la dynastie fatimide, et la ville antique est désormais devenue une destination touristique.
Le phare émet un éclat rouge toutes les cinq secondes. À une hauteur focale de 26 mètres, son feu rouge est visible jusqu'à 31 kilomètres.
Identifiant : ARLHS : TUN013 - Amirauté : E6370 - NGA : 21904.
|                                    |
| Phare dominant le cimetière marin. |

|               |
| Vue du phare. |

### Lien connexe
- Liste des principaux phares de Tunisie
- Liste des phares et balises de Tunisie